# 한글 베이직
한글베이직(한베)은 삼선에스이에서 개발된 퀵베이직 기반의 베이직 프로그래밍 언어로서 IDE와 인터프리터로 구성된 언어이다.

## 특징
- 조합형 한글을 지원한다. (완성형은 지원하지 않음)
- 도스 환경에서 실행된다.
- 최초의 한글화된 언어이다.
- 한글로된 변수와 명령어로 사용할 수 있다.
- 퀵베이직 소스를 실행할 수 있다.

## 역사
| 일자             | 개발단계             | 설명 |
| ---------------- | -------------------- | --- |
| 1989년           | 한글 베이직 설계시작 | 일본에는 일본어 베이직이 있는데 한국에는 한글 프로그래밍 언어가 없는 것을 보고 개발                                                                 |
| 1990년 1월       | 한글 베이직 제작중   | 베이직 인터프리터 기본 골격 완성 |
| 1990년 2월       | 한글 베이직 제작중   | 전 화면 편집기(Full Screen Editor) 골격 완성 |
| 1990년 5월       | 한글 베이직 제작중   | 풀다운 메뉴(Pull-Down Menu) 추가 |
| 1990년 7월       | 한글 베이직 제작중   | 그래픽 한글 입/출력 라이브러리 제작 시작 |
| 1990년 8월       | 한글 베이직 제작중   | 통합환경 제작 (문자 모드) |
| 1991년 1월 15일  |                      | 삼선 에스이 설립, 안철우, 황인학, 황광순 |
| 1991년 3월       | 한글 베이직 제작중   | 환경 다시 설계 |
| 1991년 4월       | 한글 베이직 제작중   | 본격 코딩 시작 |
| 1991년 5월       | 한글 베이직 제작중   | 도움말 변환기 (Help Compiler) 제작 |
| 1991년 5월       |                      | 한글 베이직 → 한베 명칭변경 |
| 1991년 5월       | 한베 0.5판           | 0.5판 완성 도움말 체계는 아직 미완성 |
| 1991년 6월       |                      | 한국정보산업연합회에 "한베" 저작권 등록 |
| 1991년 7월       | 한베 0.9판           | 0.9판 완성 도움말 체계 완성, 통합 개발 환경 구축 |
| 1991년 8월       | 한베 1.0 베타 판     | 1.0 베타 판 완성 베타 테스트 실시 |
| 1991년 9월       |                      | (주)소프트라인과 "한베" 판매 계약 |
| 1991년 9월       |                      | 한국 퍼스널컴퓨터 경진대회 S/W 공모부문에 "한베" 출품                                                                                               |
| 1991년 11월      |                      | 출시 |
| 1991년 11월 13일 |                      | ‘제8회 전국퍼스널컴퓨터 경진대회 공모부문 대학 일반부’에서 한베가 대상을 수상 http://blog.naver.com/PostView.nhn?blogId=axes2024&logNo=110120684979 |
| 1991년 12월      | 한베 1.0 1차 개정판  | 출시 |
| 1992년 6월 6일   | 한베 1.0판           | 출시 버그 수정버전 신규 사용자 5,000 원 |
| 1992년 11월 11일 | 1.1A판               | 출시 신규 사용자 10,000원 1. 행망용 GW-BASIC과 100% 호환성 유지 2. CGA와 교육용PC 규격 추가 지원                                                    |
| 1992년           |                      | 행정 및 교육전산망 PC에 납품돼 92년까지 15만 개 판매                                                                                                |
| 1994년 2월 21일  | 2.0판                | 출시 |
| 1995년           |                      | 한국교육방송공사(EBS)에서'한베'를 강의 https://news.naver.com/main/read.nhn?mode=LSD&mid=sec&sid1=102&oid=082&aid=0000086139                        |

## 예제 화면 출력
```
 
인쇄
 
"안녕하세요, 여러분!"

```

## 예제 소리 재생
```
 
연주
 
"MS T60"

 
가
$
 
=
 
"L8 솔솔라라 솔솔 L4 미 L8 솔솔미미 L2 레"

 
나
$
 
=
 
"L8 솔솔라라 솔솔 L4 미 L8 솔미레미 L2 도"

 
연주
 
가
$

 
연주
 
나
$

```

## 관련 문헌
- 안철우 (1993년 6월 1일). 《한베1.1 프로그래밍입문(디스켓포함)》. 영진출판사. 2016년 3월 7일에 원본 문서에서 보존된 문서. 2009년 6월 18일에 확인함.
  - 관련 서적정보[깨진 링크(과거 내용 찾기)]

## 같이 보기
- 베이직
- 퀵베이직